# Micanopy
Micanopy – miasto w Stanach Zjednoczonych, w stanie Floryda, w hrabstwie Alachua.